# Jäkälämaa (ö, lat 68,10, long 26,52)
Jäkälämaa är en ö i Finland. Den ligger i sjön Porttipahdan tekojärvi och i kommunen Sodankylä i den ekonomiska regionen Norra Lappland och landskapet Lappland, i den norra delen av landet, 900 km norr om huvudstaden Helsingfors. Öns area är 29,2 hektar och dess största längd är 1 kilometer i sydöst-nordvästlig riktning.